# Patalillo
Patalillo es un distrito del cantón de Vázquez de Coronado, en la provincia de San José, de Costa Rica.

## Toponimia
El nombre del distrito proviene de la quebrada Patalillo, un pequeño río que delimita partes de los bordes del distrito. Patalillo es también comúnmente llamado San Antonio, proveniente en honor a San Antonio de Padua, patrono de la iglesia católica del distrito y del cantón. [cita requerida]

## Historia
Patalillo fue creado el 11 de enero de 1968 por medio de Decreto Ejecutivo 03. Segregado de Dulce Nombre de Jesús.

## Ubicación
El distrito limita al noroeste, oeste y sur con el cantón de Moravia, al este con el distrito de San Isidro y al noreste con el distrito de Dulce Nombre de Jesús.

## Geografía
Patalillo cuenta con un área de 1,92 km² y una altitud media de 1335 m s. n. m. Es el más pequeño de los cinco distritos que conforman el cantón, sin embargo, Patalillo es el distrito de mayor población, y uno de los más densamente poblados del país.

## Demografía
Para el año 2022, Patalillo cuenta con una población estimada de 21 161 habitantes, y para el último censo efectuado, en 2011, Patalillo contaba con una población de 20 349 habitantes. El distrito se caracteriza por ser el más urbanizado del cantón y uno de los más densamente poblados del país.

## Localidades
- Cabecera: San Antonio
- Barrios: Centro, Cipreses, Cornelia, Girasoles (parte), González Saborío, Horizontes, Irazú, Jardines, Jerusalén, Labrador, Las Calas, Las Catalinas, Las Hadas, Normandía, Nuevo Coronado, Patalillo, Río Alto, San Juan, Santa Marta, Santa Teresita, Trapiche, Urbanización Jesús, Villa Antigua, Villalinda, Villanova

## Cultura

### Educación
Ubicadas propiamente en el distrito de Patalillo se encuentran los siguientes centros educativos:
- Escuela Estado de Israel
- Costa Rica Christian School
- Liceo de San Antonio
- Colegio Técnico Profesional (C.T.P.) de Coronado

### Sitios de interés
- Iglesia de San Antonio de Padua
- Iglesia Vida Abundante

## Transporte

### Carreteras
Al distrito lo atraviesan las siguientes rutas nacionales de carretera:
- Ruta nacional 102
- Ruta nacional 220

## Concejo de distrito
El concejo de distrito de San Rafael vigila la actividad municipal y colabora con los respectivos distritos de su cantón. También está llamado a canalizar las necesidades y los intereses del distrito, por medio de la presentación de proyectos específicos ante el Concejo Municipal. El presidente del concejo del distrito es el síndico propietario del partido Republicano Social Cristiano, Luis Alberto González Dinarte.
El concejo del distrito se integra por:
| #                       | Partido                              | Nombre                          |
| Síndico propietario     | Síndico propietario                  | Síndico propietario             |
| ----------------------- | ------------------------------------ | ------------------------------- |
| 1                       | Partido Republicano Social Cristiano | Luis Alberto González Dinarte   |
| Síndico suplente        |                                      |                                 |
| 2                       | Partido Republicano Social Cristiano | Sonia Giselle Monge Solís       |
| Concejales propietarios |                                      |                                 |
| 3                       | Partido Republicano Social Cristiano | Jorge Alberto Núñez Rodríguez   |
| 4                       | Partido Republicano Social Cristiano | Ana Isabel Aguilar Ortiz        |
| 5                       | Partido Liberación Nacional          | Abelardo Méndez Zamora          |
| 6                       | Partido Auténtico Labrador           | Lorena María Campos Quirós      |
| Concejales suplentes    |                                      |                                 |
| 7                       | Partido Republicano Social Cristiano | Silvia Elena Sánchez Arias      |
| 8                       | Partido Republicano Social Cristiano | Carlos Eduardo Solano Rodríguez |
| 9                       | Partido Liberación Nacional          | Reina Vanessa Méndez Sotela     |
| 10                      | Partido Auténtico Labrador           | María José Morales Artavia      |